# Качанівка (гміна)
Гміна Качанівка  (пол. Gmina Kaczanówka)— колишня сільська гміна у Скалатському повіті Тернопільського воєводства Другої Речі Посполитої. Адміністративним центром гміни було село Качанівка.
Гміна утворена 1 серпня 1934 року на підставі нового закону про самоуправління (23 березня 1933 року).
Площа гміни — 84,19 км²
Кількість житлових будинків — 1666
Кількість мешканців — 7887
Гміну створено на основі попередніх гмін: Качанівка, Чернишівка, Іванівка, Оріховець.